# The Scout Association

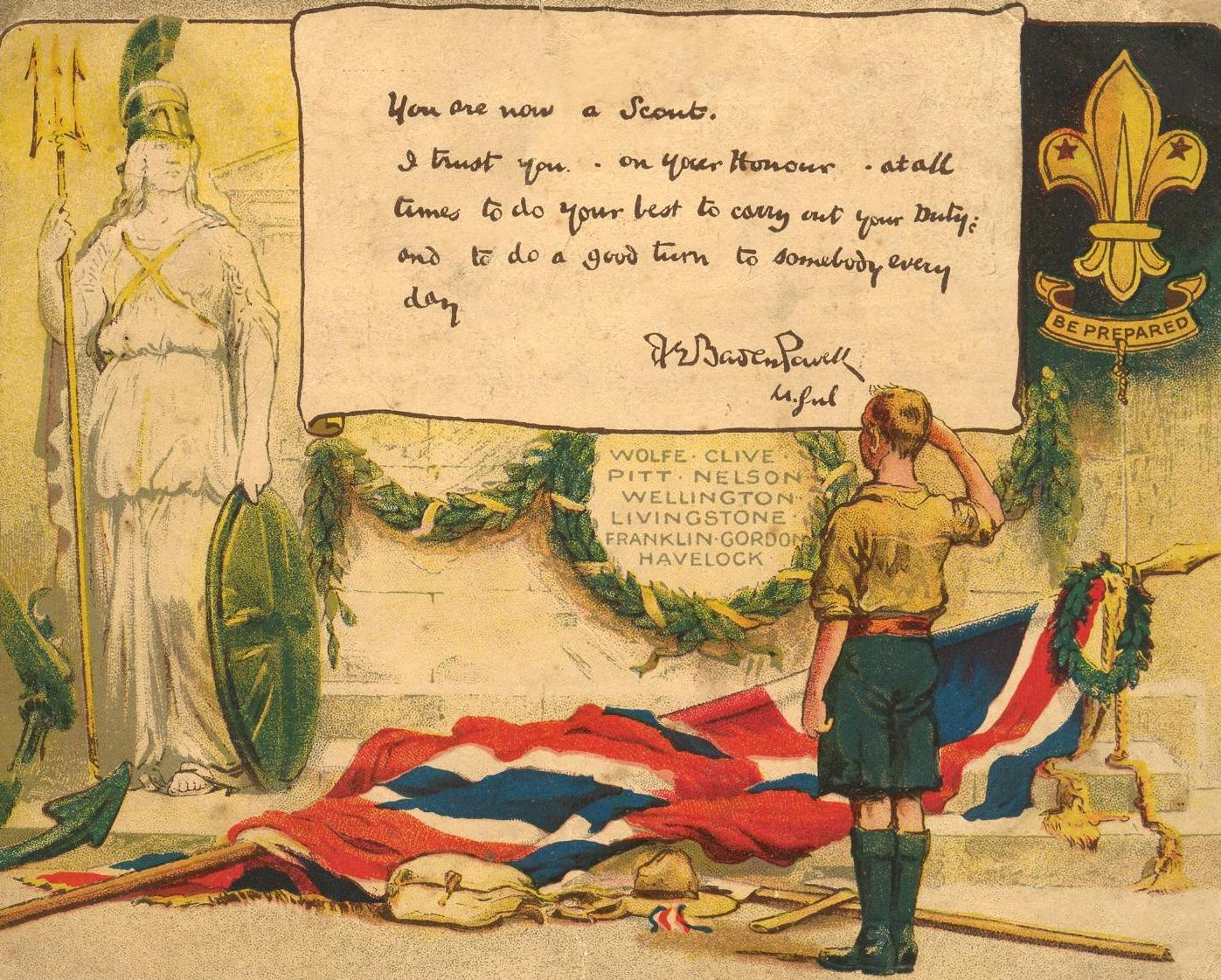
Certificado de escotismo datado de 3 de dezembro de 1914

A The Scout Association é a maior organização de escotismo no Reino Unido e o membro reconhecido da Organização Mundial do Movimento Escoteiro para o Reino Unido. Na sequência da origem do escotismo em 1907, a Scout Association foi criada em 1910 e incorporada em 1912 por carta régia com a sua anterior designação The Boy Scouts Association.
O actual objectivo da Scout Association é "envolver e apoiar activamente os jovens no seu desenvolvimento pessoal, capacitando-os a fazer uma contribuição positiva para a sociedade". A associação alcança este objectivo através daquilo que designa por Método Escoteiro, e por um programa juvenil para cidadãos dos 6 aos 25 anos de idade. O último censo publicado mostra que 446 000 jovens entre os 6 e os 25 são membros da associação, e estão em lista de espera mais 40 000 para entrar. É a maior associação escoteira na Europa, representando 35% dos membros da Região de Escoteiros da Europa.
A admissão de raparigas na associação teve início em 1976 quando lhes foi permitido juntar-se à secção Venture Scouts dos 16 aos 20 anos de idade. Em 1991, a admissão era geram a toda a associação; embora a decisão de admitir jovens do sexo feminino fosse opcional, passou a obrigatória a partir de 2007, apesar de poder haver separação entre opções religiosas. De acordo com o último censo disponível, existem 83 363 membros femininos entre os 6 e os 25 anos de idade, e 36 565 mulheres em cargos de liderança.

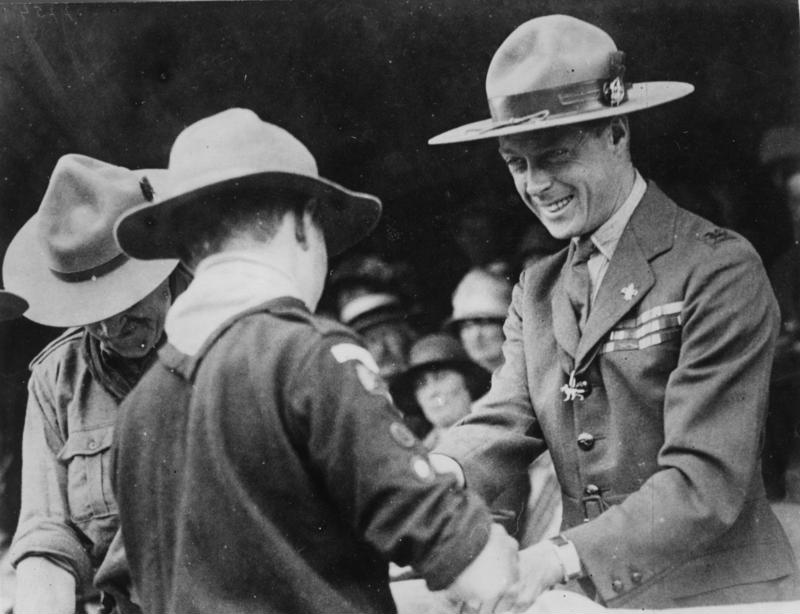
Príncipe de Gales Eduardo VIII em traje de escotismo no 3º Jamboree Escoteiro Mundial, 1929

A Scout Association está aberta a todas as crenças e são permitidas variações à Promessa escoteira por forma a integrar aquelas de diferentes religiões ou alianças nacionais. Na sequência de várias críticas sobre os ateus, em 2012 a associação consultou os membros acerca da possibilidade de criar uma Promessa alternativa para aqueles sem religião e, em Outubro de 2013, anunciou que uma versão ateísta da Promessa estaria disponível a partir de Janeiro de 2014.
A associação é liderada pelo Escoteiro-chefe, actualmente o apresentador televisivo Bear Grylls, apoiado pelo Comissário-chefe Wayne Bulpitt e pelo Executivo-chefe Matt Hyde (ex-Executivo-chefe da National Union of Students). O presidente da associação é Sua Alteza Real o Eduardo, Duque de Kent e Sua Majestade a a rainha Isabe do Reino Unido é o patrono da organização.
A associação é membro do National Council for Voluntary Youth Services.